# Arquebisbat de Tijuana
L'arquebisbat de Tijuana (castellà: Arquidiócesis de Tijuana, llatí: Arcidioecesis Tigiuanaënsis) és una seu metropolitana de l'Església Catòlica a Mèxic que pertany a la regió eclesiàstica Nord-oest. Al 2010 tenia 2.170.000 batejats sobre una població de 2.284.000 habitants. Actualment està regida per l'arquebisbe Francisco Moreno Barrón.

## Territori
L'arxidiòcesi comprèn els municipis de Tijuana, Playas de Rosarito i Tecate, a l'estat mexicà de la Baixa Califòrnia.
La seu arxiepiscopal és la ciutat de Tijuana, on es troba la catedral de Mare de Déu de Guadalupe.
El territori s'estén sobre 24.962 km², i està dividit en 95 parròquies.

### Sufragànies
L'arxidiòcesi de Tijuana té les següents sufragànies:
- bisbat d'Ensenada
- bisbat de La Paz a la Baixa Califòrnia del Sud
- bisbat de Mexicali

## Història
El vicariat apostòlic de Califòrnia va ser erigit el 20 de gener de 1874 mitjançant el breu Quod Catholici nominis del papa Pius IX, prenent el territori de l'arquebisbat de Mèxic.
El 13 d'abril de 1957 cedí una porció del seu territori a benefici de l'erecció de la prefectura apostòlica de La Paz a la Baixa Califòrnia del Sud (avui diòcesi).
El 13 de juliol de del mateix any assumí el nom de vicariat apostòlic de Tijuana.
El 13 de juny de 1963 el vicariat apostòlic va ser elevat a diòcesi, i originàriament pertanyia a la província eclesiàstica de l'arquebisbat d'Hermosillo.
El 25 de març de 1966 cedí una porció del seu territori a benefici de l'erecció del bisbat de Mexicali.
El 25 de novembre de 2006, mitjançant la butlla Mexicani populi del papa Benet XVI la diòcesi va ser elevada al rang d'arxidiòcesi metropolitana, sent-li assignades com a sufragànies les diòcesis de La Paz a la Baixa Califòrnia del Sud i Mexicali.
El 26 de gener de 2007 l'arxidiòcesi cedí una porció del seu territori a benefici de l'erecció del bisbat d'Ensenada.

## Cronologia episcopal
- Ramón María de San José Moreno y Castañeda, O.Carm. † (22 de desembre de 1873 - 22 de setembre de 1879 nomenat bisbe de Chiapas)
- Buenaventura del Purísimo Corazón de María Portillo y Tejeda, O.F.M. † (9 de març de 1880 - 25 de setembre de 1882 nomenat bisbe de Chilapa)
  - Sede vacante (?-1921)
- Silvino Ramírez y Cuera † (19 de juny de 1921 - 15 de setembre de 1922 mort)
  - Sede vacante (1922-1948)
- Alfredo Galindo Mendoza, M.Sp.S. † (9 de desembre de 1948 - 21 de març de 1970 jubilat)
- Juan Jesús Posadas Ocampo † (21 de març de 1970 - 28 de desembre de 1982 nomenat bisbe de Cuernavaca)
- Emilio Carlos Berlie Belaunzarán (3 de juny de 1983 - 15 de març de 1995 nomenat arquebisbe de Yucatán)
- Rafael Romo Muñoz (13 de gener de 1996 - 16 de juny de 2016 jubilat)
- Francisco Moreno Barrón, dal 16 de juny de 2016

## Estadístiques
A finals del 2010, la diòcesi tenia 2.170.000 batejats sobre una població de 2.284.000 persones, equivalent al 95,0% del total.
| any  | població  | població  | població | sacerdots | sacerdots       | sacerdots       | sacerdots             | diaques | religiosos | religiosos | parròquies |
| ---- | --------- | --------- | -------- | --------- | --------------- | --------------- | --------------------- | ------- | ---------- | ---------- | ---------- |
| any  | batejats  | total     | %        | total     | clergat secular | clergat regular | batejats por sacerdot | diaques | homes      | dones      |            |
| 1965 | 625.000   | 650.000   | 96,2     | 80        | 52              | 28              | 7.812                 |         | 37         | 449        | 24         |
| 1970 | 508.250   | 535.000   | 95,0     | 43        | 43              |                 | 11.819                |         |            | 297        | 27         |
| 1976 | 675.000   | 730.000   | 92,5     | 90        | 55              | 35              | 7.500                 | 2       | 47         | 356        | 25         |
| 1980 | 965.000   | 1.057.000 | 91,3     | 82        | 53              | 29              | 11.768                | 2       | 40         | 335        | 34         |
| 1990 | 1.788.000 | 1.925.000 | 92,9     | 150       | 97              | 53              | 11.920                | 2       | 108        | 388        | 47         |
| 1999 | 2.778.420 | 2.985.767 | 93,1     | 204       | 134             | 70              | 13.619                | 2       | 156        | 562        | 82         |
| 2000 | 2.570.000 | 2.770.000 | 92,8     | 214       | 137             | 77              | 12.009                | 4       | 151        | 586        | 85         |
| 2001 | 2.600.888 | 2.800.888 | 92,9     | 212       | 134             | 78              | 12.268                | 12      | 182        | 521        | 88         |
| 2002 | 2.631.377 | 2.894.514 | 90,9     | 215       | 140             | 75              | 12.238                | 12      | 136        | 520        | 93         |
| 2003 | 2.475.397 | 2.912.232 | 85,0     | 221       | 142             | 79              | 11.200                | 12      | 148        | 548        | 97         |
| 2004 | 2.755.776 | 2.900.000 | 95,0     | 260       | 182             | 78              | 10.599                | 11      | 161        | 575        | 106        |
| 2010 | 2.170.000 | 2.284.000 | 95,0     | 214       | 150             | 64              | 10.140                | 11      | 125        | 430        | 95         |